# ماثيو ويلان
ماثيو ويلان (بالإنجليزية: Matthew Whelan)‏ هو لاعب قذف أيرلندي، ولد في 1 فبراير 1988 في Borris-in-Ossory ‏ في جمهورية أيرلندا.